# Rhodopina formosana
Rhodopina formosana là một loài bọ cánh cứng trong họ Cerambycidae.